# Johann Werner Schnatz
Johann Werner Schnatz, auch in der Schreibweise Schnaz, (* 27. Dezember 1660 in Bamberg; † 25. Juli 1723 in Bamberg) war ein deutscher römisch-katholischer Geistlicher. Von 1705 bis 1723 war er Titularbischof von Drago (Dragobitia) und wirkte  unter Fürstbischof Lothar Franz von Schönborn als Weihbischof in Bamberg.

## Leben
Schnatz wurde am 27. Dezember 1660 als Sohn des Bamberger Bürgermeisters und Dompropstei-Kastners Johann Schnatz und dessen zweiter Ehefrau Helene geboren. Ab 1675 studierte er an der Academia Ottoniana in seiner Heimatstadt Philosophie und dann von 1678 bis 1682 als Seminarist am Germanicum in Rom Theologie; das Studium schloss er mit der Promotion ab. Noch während des Studiums empfing er in Rom die Tonsur, die niederen Weihen und die Weihe zum Subdiakon. Er erhielt ein Kanonikat am Kollegiatstift St. Stephan in Bamberg, wo er zunächst nur kurze Zeit wirkte. Er wurde dann zu einem weiteren Studium des weltlichen und kirchlichen Rechts beurlaubt und ging dazu nach Prag. Dort wurde er am 22. September 1685 von Weihbischof Johann Ignaz Dlouhovesky zum Diakon und am 30. September 1685 zum Priester geweiht.
Er kehrte nach Bamberg zurück und wurde Anfang 1686 von Fürstbischof Marquard Sebastian Schenk von Stauffenberg in den Geistlichen Rat berufen; 1690 wurde er Fiskal des Bischofs, 1695 Cellerar seines Kollegiatstifts St. Stephan und bereits 1697 zu dessen Dekan gewählt. Die Auszeichnung mit dem höchsten Ehrentitel außerhalb des Bischofsamts Apostolischer Protonotar folgte 1698.
Da der ab 1693 in Bamberg tätige Fürstbischof Lothar Franz von Schönborn ab 1695 zusätzlich den bedeutenderen kurfürstlichen und erzbischöflichen Stuhl von Mainz innehatte und somit nur selten in Bamberg anwesend sein konnte, bemühte er sich darum, dass für Bamberg ein Hilfsbischof bewilligt wurde. Das Bamberger Domkapitel und die römische Kurie stimmten zu, dass Johann Werner Schnatz zum Weihbischof ernannt wurde. Papst Clemens XI. stellte am 16. November 1705 die Ernennungsbulle aus. Der Kurfürst-Erzbischof selbst erteilte dem neuen Weihbischof am 21. Dezember 1705 in der Mainzer Hofkirche St. Gangolf die Bischofsweihe. Mitkonsekrator war der Mainzer Weihbischof Johann Edmund Gedult von Jungenfeld; außerdem assistierte Pankratius Wagner, der Abt von St. Jakob in Mainz. Schnatz kehrte nach Bamberg zurück und zelebrierte dort am Epiphaniefest, dem 6. Januar 1706, in der Franziskanerkirche St. Anna unter großem Zuspruch des Volks sein erstes Pontifikalamt in seiner Heimat. Er bekam vermächtnisgemäß den Bischofsstab seines Vorgängers Friedrich Förner ausgehändigt; seit dessen Tod im Jahr 1630 hatte es in Bamberg 75 Jahre lang keinen Weihbischof gegeben.
Da die Stelle des Weihbischofs nicht mit eigenen Einkünften versehen war, erhielt Schnatz im Jahr 1706, wie in Bamberg seit dem Mittelalter üblich, zusätzlich die Stelle eines Pfarrers von Alt St. Martin (am heutigen Maximiliansplatz gelegen, 1805 im Zuge der Säkularisation abgetragen). Aufsehenerregend waren seine Festpredigten, die er jährlich am Fest des heiligen Martin in seiner Pfarrkirche hielt. Zwölf davon wurden gedruckt herausgegeben. Allerdings sind diese Predigten nicht immer frei von einem antijüdischen Zeitgeist. Zusätzlich zu seiner Pfarrerstelle hielt Schnatz noch vier weitere Benefizien, was ihn zu einigem Wohlstand brachte und es ermöglichte, dass er als Wohltäter und Stifter auftrat; persönlich soll er nach zeitgenössischen Berichten bescheiden gelebt haben. Die alltäglichen seelsorglichen Aufgaben in den Pfarreien musste er seinen Kaplänen überlassen. Denn noch im Jahr 1706 übernahm er zusätzlich das Amt des Generalvikars. Den Bamberger Weihbischöfen stand eine Wohnung im damaligen Priesterseminar zur Verfügung; dafür mussten sie aber auch die Leitung des Seminars übernehmen. Zumindest das Amt des Fiskals durfte Schnatz abgeben.
Schnatz entfaltete als Weihbischof eine rege Reisetätigkeit. Er besuchte reihum die Archidiakonate des Bistums, überprüfte als Visitator den Stand der Seelsorge in den Pfarreien und firmte die sieben- bis zwölfjährigen Kinder, nachdem es im Bistum viele Jahre keine Firmungen mehr gegeben hatte. Ein besonderes Anliegen war ihm die pastorale Tätigkeit des Seelsorgeklerus. Mehr als 50 Jahre nach dem Ende des Dreißigjährigen Krieges stand es damit immer noch nicht zum Besten; es gab teilweise Anzeichen einer gewissen Verwahrlosung des Klerus. 1708 verbreitete Schnatz eine umfangreiche „Kirchenordnung“, die in 156 Nummern Anweisungen zu einer Seelsorge im Geist des Konzils von Trient gab.
Kurz vor seinem Tod stellte Schnatz – teils aus dem Gedächtnis und daher nicht absolut zuverlässig – ein Verzeichnis seiner bischöflich-liturgischen Tätigkeiten zusammen. Er kommt auf 132.000 Firmungen, 46 Kirchweihen, 246 Altarweihen, 254 Segnungen von Glocken und 1032 niedere Weihen von Klerikern. Eine andere Liste aus fremder Hand, die nur etwa die Hälfte seiner Amtszeit umfasst, nennt 193 Subdiakonatsweihen, 189 Diakonatsweihen und 170 Priesterweihen.
Weihbischof Schnatz verstarb am 25. Juli 1723 im Alter von 62 Jahren. Aus der gedruckt vorliegenden Leichenpredigt geht hervor, dass er zuvor längere Zeit schmerzhaft an Podagra und Chiragra, d. h. an Gicht an Füßen und Händen erkrankt war. Er wurde im Chor seiner Pfarrkirche Alt St. Martin beigesetzt. Das Grab ist wie die Kirche nicht erhalten. Im Diözesanmuseum Bamberg wird ein Holzmodell der Grabplatte aufbewahrt.

## Wirken
Von Schnatz ist nicht, wie von anderen Bischöfen, ein Weihetagebuch erhalten. Daher ist es schwierig, eine vollständige Liste der von ihm konsekrierten Kirchen aufzustellen; man ist auf fremde Aufzeichnungen angewiesen, die zufällig und lückenhaft sind. Einige von Schnatz konsekrierte Kirchen seien hier genannt:
- Karmelitenkirche St. Maria und St. Theodor in Bamberg am 18. April 1706
- Pfarrkirche Mariä Geburt in Pettstadt am 18. August 1709
- Filialkirche Mariä Unbefleckte Empfängnis (so genannte Hankirche) in Prächting am 30. September 1714
- Neubau der Kirche St. Stephan in Bamberg am 24. August 1717
- Pfarrkirche St. Wenzeslaus in Litzendorf am 18. September 1718
- Schlosskapelle in Schloss Weißenstein in Pommersfelden in Anwesenheit des Bauherrn Kurfürst Lothar Franz von Schönborn am 15. Oktober 1718
- Pfarrkirche St. Maria Magdalena in Geisfeld am 3. September 1719

Schnatz ließ für die Pfarrkirche St. Martin und für die Kirche des Klarissenklosters in Bamberg auf eigene Kosten je einen neuen Hochaltar errichten; es ist anzunehmen, dass er neben zahlreichen anderen auch diese beiden Altäre selbst geweiht hat.

## Rezeption
Schnatz galt zu Lebzeiten als außerordentlich gebildet, eifrig, klug, wohltätig und fromm. Herzog Anton Ulrich von Braunschweig-Wolfenbüttel, Großvater der damaligen Kaiserin Elisabeth, konvertierte 1710 in Bamberg zum katholischen Glauben; er wählte daraufhin Weihbischof Schnatz aufgrund dessen guten Rufs als Seelsorger zum Beichtvater – so vermerkt die Todesanzeige.
Mit dem Amt des Weihbischofs hat Schnatz wohl die höchste Position erreicht, die seinerzeit für einen Mann aus dem Bürgertum denkbar war. Bedingt durch die häufige Abwesenheit des Fürstbischofs leitete der Weihbischof in weiten Bereichen faktisch das Bistum, überließ aber in loyaler Weise dem regierenden Bischof die Grundsatzentscheidungen.
In seiner offiziellen Todesanzeige wird er als Vorbild für alle herausgestellt:

„Leser, wenn du die Tugend nachahmst, lebe du das Leben Werners.“

Der Kirchenhistoriker Norbert Jung kommt aus heutiger Sicht zu der Einschätzung:

„Johann Werner Schnatz kann als geradezu vorbildlicher Vertreter der katholischen Reform in der Frühen Neuzeit angesehen werden. Persönlich untadelig, aus einer der ersten Familien der Bischofsstadt stammend und mit einer elitären Ausbildung versehen, setzte er vor allem mit dem Instrument der Visitation das Programm des Trienter Konzils konsequent im Bamberger Sprengel um. In seine Amtszeit fiel die Einweihung vieler der nach den Zerstörungen des Dreißigjährigen Krieges im barocken Stil wieder neu errichteten bzw. renovierten Gotteshäuser, ein in der Geschichte des Bistums bis dahin noch nie dagewesener Bau-Boom unter den Schönborn-Bischöfen ... Schnatz war offenbar ein frommer Mann, als Gelehrter kann er nicht gelten, ebenso wenig erreichte er überregionale Bedeutung.“

## Schriften von Johann Werner Schnatz
- Allocutio in capitulo rurali archidiaconatus Cavicampini ... die 10. Octobris 1719. Bamberg 1720 (Ansprache an das Landkapitel Hollfeld).
- Allocutio synodalis in capitulo rurali utriusque districtus archidiaconatus Coronacensis. Bamberg 1720 (Ansprache an das Landkapitel Kronach).
- Lob=Predig, welche zu Ehren des h. Bischoffs und Beichtigers Martini ... von Johann Werner Bischoffen zu Dragon ... ist gehalten. Bamberg 1722 (Zwölf Predigten zum Martinsfest).